# Daniel Aaron (Amerikanist)

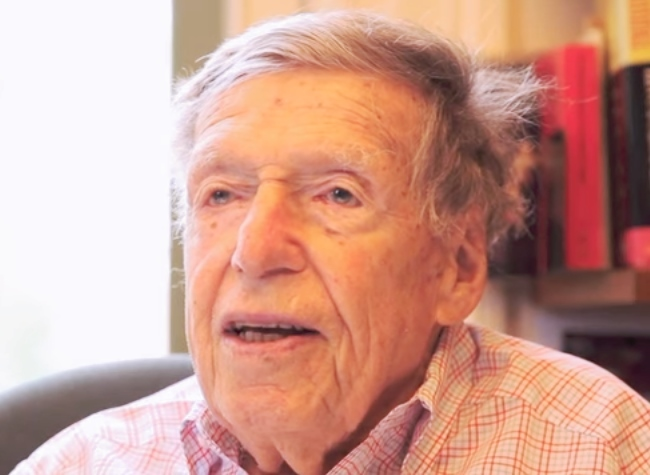
Daniel Aaron im Jahr 2010

Daniel Aaron (* 4. August 1912 in Chicago, Illinois; † 30. April 2016) war ein US-amerikanischer Historiker und Amerikanist. 
Er schloss 1933 sein Studium an der University of Michigan ab, arbeitete außerhalb der Universität und erwarb 1943 als erster den PhD der Universität Harvard in American Civilization (Nordamerikanistik). Sein Mentor in Harvard war Perry Miller. Aaron lehrte von 1939 bis 1971 am Smith College. Von 1971 bis zu seinem Ruhestand 1983 lehrte er als Victor S. Thomas Professor für Englische und Amerikanische Literatur in Harvard. 1973 wurde er in die American Academy of Arts and Sciences und 1997 in die American Academy of Arts and Letters aufgenommen.
Aarons Buch Writers on the Left, seine bekannteste Arbeit, stellt die kommunistische Schriftstellerelite der USA der ersten Hälfte des 20. Jahrhunderts vor, Autoren wie Max Eastman, Granville Hicks, Floyd Dell, John Reed, Mike Gold, Howard Fast, Joseph Freeman (Herausgeber der New Masses) und Sympathisanten wie Edmund Wilson, Malcolm Cowley, Theodore Dreiser oder Langston Hughes. 
Im Jahr 1985 gab Aaron The Inman Diaries heraus, eine zweibändige Auswahl aus dem ursprünglich 155-bändigen Tagebuch von Arthur Crew Inman.

## Veröffentlichungen (Auswahl)
- Men of Good Hope: A Story of American Progressives. Oxford University Press, New York 1951.
- Writers on the Left: Episodes in American Literary Communism. Harcourt, Brace & World, New York 1961.
- The Unwritten War: American Writers and the Civil War. Alfred A. Knopf, New York 1972.
- Cincinnati, Queen City of the West, 1819–1838. Ohio State University Press, Columbus 1992.
- The Americanist. University of Michigan Press, Ann Arbor 2007. (Autobiografie)